# Granát (minerál)

Model krystalu granátu (čtyřiadvacetistěn deltoidový)

Jako granáty (Hagones, 1250), označujeme skupinu krychlových minerálů, nesosilikátů s komplikovaným chemickým vzorcem obecného tvaru X 2+
3 Z 3+
2 [SiO4]3, kde:
- X = Ca2+, Mg2+, Fe2+, Mn2+
- Z = Al3+, Fe3+, Cr3+, V3+, Zr3+, Ti3+

Název pochází z latinského granatum malum – granátové jablko.

## Původ
Převážně metasomatický, zřídka magmatický. Druhotně sedimentární.

## Morfologie
Zpravidla tvoří rombododekaedrické a hexaoktoedrické krystaly. Zrnité a kompaktní agregáty jsou méně časté. V náplavech se vyskytují jednotlivá zrna nebo ohlazené oblázky.

## Vlastnosti
Většina vlastností je společná.
- Fyzikální vlastnosti: Tvrdost 6,5–7,5, křehký, hustota 3,4–4,6 g/cm³, štěpnost velmi nedokonalá podle {110}, lom nerovný, lasturnatý, tříštivý.
- Optické vlastnosti: Barva: různá podle odrůdy. Lesk skelný, matný, hedvábný, průhlednost: průsvitný až neprůhledný, vryp bílý nebo s nádechem podle zabarvení odrůdy.
- Chemické vlastnosti: Složení variabilní, nestálé, příměsi Fe, Mg, Mn, Ca, Al, Ti, Cr, V, Zr aj. V kyselinách nerozpustné s výjimkou andraditu. Lehce se taví kromě granátů obsahujících chróm (knorringit, uvarovit).

## Minerály skupiny granátu
- Almandin – Fe2+3Al2[SiO4]3 – hnědočervený až černý
- Andradit – Ca3Fe3+2[SiO4]3 – různé odstíny červené, žluté, zelené, hnědé a černé
- Calderit – (Mn2+,Ca)3(Fe3+,Al)2[SiO4]3
- Goldmanit – Ca3(V3+,Al,Fe3+)2[SiO4]3
- Grosulár – Ca3Al2[SiO4]3 – světle zelený až jantarově žlutý nebo sytě hnědý
- Hesonit – Ca3Al2[SiO4]3 – odrůda grosuláru, medově žluté barvy
- Hibschit – Ca3Al2[(OH)6-1|(SiO4)1,5-2,5]
- Katoit – Ca3Al2[(OH)8-6|(SiO4)1-1,5]
- Kimzeyit – Ca3(Zr,Ti)2[(Si,Al,Fe3+)O4]3
- Knorringit – Mg3Cr2[SiO4]3
- Majorit – Mg3(Fe2+,Si,Al)2[SiO4]3
- Morimotoit – Ca3(Ti,Fe2+,Fe3+)2[(Si,Fe3+)O4]3(?)
- Pyrop – Mg3Al2[SiO4]3 – krvavě rudý až černý
- Schorlomit – Ca3(Ti,Fe3+)2[(Si,Fe3+,Fe2+)O4]3
- Spessartin – Mn2+3Al2[SiO4]3 – tmavočervený až hnědočervený
- Uvarovit – Ca3Cr2[SiO4]3 – smaragdově zelený

## Podobné minerály
sfalerit, leucit, eudialyt, spinel, rubín

## Využití
Technické užití: řezné, brusné a vrtné nástroje. Granátový písek se používá jako abrazivní materiál při řezání abrazivním vodním paprskem. V klenotnictví některé odrůdy jako drahý kámen (fasetové brusy, kabošony).

## Naleziště
Hojný minerál.
- uvedeno u jednotlivých odrůd.

Nejvzácnější jsou pyropy s efektem změny barvy jako u alexandritu, na denním a umělém osvětlení, velmi drahé jsou smaragdově zelené tsavority z Tanzanie, démantoidy z Ruska, levnější jsou oranžové spessartiny, vyhledávaný je rhodolit, rhodolith granát, pyralmandin je směs pyropu a almandinu, nádherné malinové barvy. Indové a Římané již ve starověku užívali hojně grosulár,oranžový až medový hesonit, protože věřili, že odvrací zlo, kámen gomedha, gomeda. Almandin fialové a pyrop jiskřivě červené barvy jsou klasické kameny.
Pyropy se nacházejí v Česku zejména v Českém středohoří, menší naleziště v Podkrkonoší u Nové Paky, nekvalitní pyropy také v okolí Kolína nad Labem. Významná světová naleziště jsou v Jihoafrické republice, Tanzanii, Arizoně, na Sibiři v Jakutsku; almandin se těží v Indii, na Srí Lance, v Tanzanii, démantoid v Rusku, tsavorit v Tanzanii, spessartin v Mosambiku, hesonit na Srí Lance a v Africe, barvoměnné granáty na Madagaskaru, rhodolit na Srí Lance, v Tanzanii a Zambii. Granátové písky se těží v Číně, Indii, jižní Africe a Austrálii.

## Historie
Podle českého mineraloga J. Hyršla a historičky D. Stehlíkové se pyropy, (české granáty, Bohemian garnets) nacházejí po celé Evropě od Pyrenejí po Kavkaz již v archeologických nálezech klenotů Germánů (Vizigótů, Ostrogótů, Merovejců) a stepních národů z období stěhování národů, tj. od 5. do 8. století, kdy patřily k výnosným exportním surovinám. Vyhledávali je pro výjimečnou kvalitu (tvrdost, nespalitelnost) a malé rozměry, takže se snadno daly zasazovat do šperků jen navzájem ohlazené, bez broušení.
Sbírky historického šperku, galanterie a nádobí zdobeného českými granáty má několik českých muzeí:
- Největší umělecká sbírka o více než 600 příkladech z období od středověku do poloviny 20. století je v Národním muzeu v Praze, v tamější mineralogické sbírce je také největší kolekce nebroušených granátů.
- Další významné kolekce:
- Muzeum českého granátu v Třebenicích, poblíž městečka se pyropy těží.
- Uměleckoprůmyslové muzeum v Praze.
- Moravská galerie v Brně.
- Oblastní muzeum a galerie v Mostě, v expozici věnované Ulrice von Lewetzov je vystavena její světoznámá souprava z českého granátu.
- Muzeum Českého ráje v Turnově.
- Kolekce družstva umělecké výroby Granát Turnov.